# Logan County (Colorado)
Das Logan County ist ein County im Bundesstaat Colorado der Vereinigten Staaten. Der Verwaltungssitz (County Seat) ist  Sterling.

## Geographie
Das County liegt im Nordosten Colorados. Es grenzt direkt an den US-Bundesstaat Nebraska (dort Cheyenne County). Durch ihn hindurch führt der Interstate 76 von Denver Richtung Lincoln, Nebraska. Ebenso fließt hier der Platte River in gleicher Richtung.

## Geschichte
Das County wurde 1887 aus Teilen des Weld County gebildet. Benannt wurde es nach John A. Logan, einem General des Sezessionskriegs und späteren Senator.

## Demografische Daten
Nach der Volkszählung im Jahr 2000 lebten im County 20.504 Menschen. Es gab 7551 Haushalte und 5066 Familien. Die Bevölkerungsdichte betrug 4 Einwohner pro Quadratkilometer. Ethnisch betrachtet setzte sich die Bevölkerung zusammen aus 91,65 Prozent Weißen, 2,05 Prozent Afroamerikanern, 0,64 Prozent amerikanischen Ureinwohnern, 0,40 Prozent Asiaten, 0,07 Prozent Bewohnern aus dem pazifischen Inselraum und 3,77 Prozent aus anderen ethnischen Gruppen; 1,43 Prozent stammten von zwei oder mehr Ethnien ab. 11,90 Prozent der Gesamtbevölkerung waren spanischer oder lateinamerikanischer Abstammung.
Von den 7551 Haushalten hatten 31,9 Prozent Kinder und Jugendliche unter 18 Jahre, die bei ihnen lebten. 54,8 Prozent waren verheiratete, zusammenlebende Paare, 8,6 Prozent waren allein erziehende Mütter. 32,9 Prozent waren keine Familien. 28,5 Prozent waren Singlehaushalte und in 12,4 Prozent lebten Menschen im Alter von 65 Jahren oder darüber. Die Durchschnittshaushaltsgröße betrug 2,45 und die durchschnittliche Familiengröße lag bei 3,02 Personen.
Auf das gesamte County bezogen setzte sich die Bevölkerung zusammen aus 24,7 Prozent Einwohnern unter 18 Jahren, 10,8 Prozent zwischen 18 und 24 Jahren, 28,3 Prozent zwischen 25 und 44 Jahren, 21,7 Prozent zwischen 45 und 64 Jahren und 14,5 Prozent waren 65 Jahre alt oder darüber. Das Durchschnittsalter betrug 36 Jahre. Auf 100 weibliche Personen kamen 112,0 männliche Personen, auf 100 Frauen im Alter ab 18 Jahren kamen statistisch 114,6 Männer.
Das jährliche Durchschnittseinkommen eines Haushalts betrug 32.724 USD, das Durchschnittseinkommen der Familien betrug 42.241 USD. Männer hatten ein Durchschnittseinkommen von 28.155 USD, Frauen 21.110 USD. Das Prokopfeinkommen betrug 16.721 USD. 12,2 Prozent der Bevölkerung und 9,0 Prozent der Familien lebten unterhalb der Armutsgrenze. Darunter waren 13,4 Prozent der Bevölkerung unter 18 Jahren und 10,9 Prozent der Einwohner ab 65 Jahren.

## Sehenswürdigkeiten

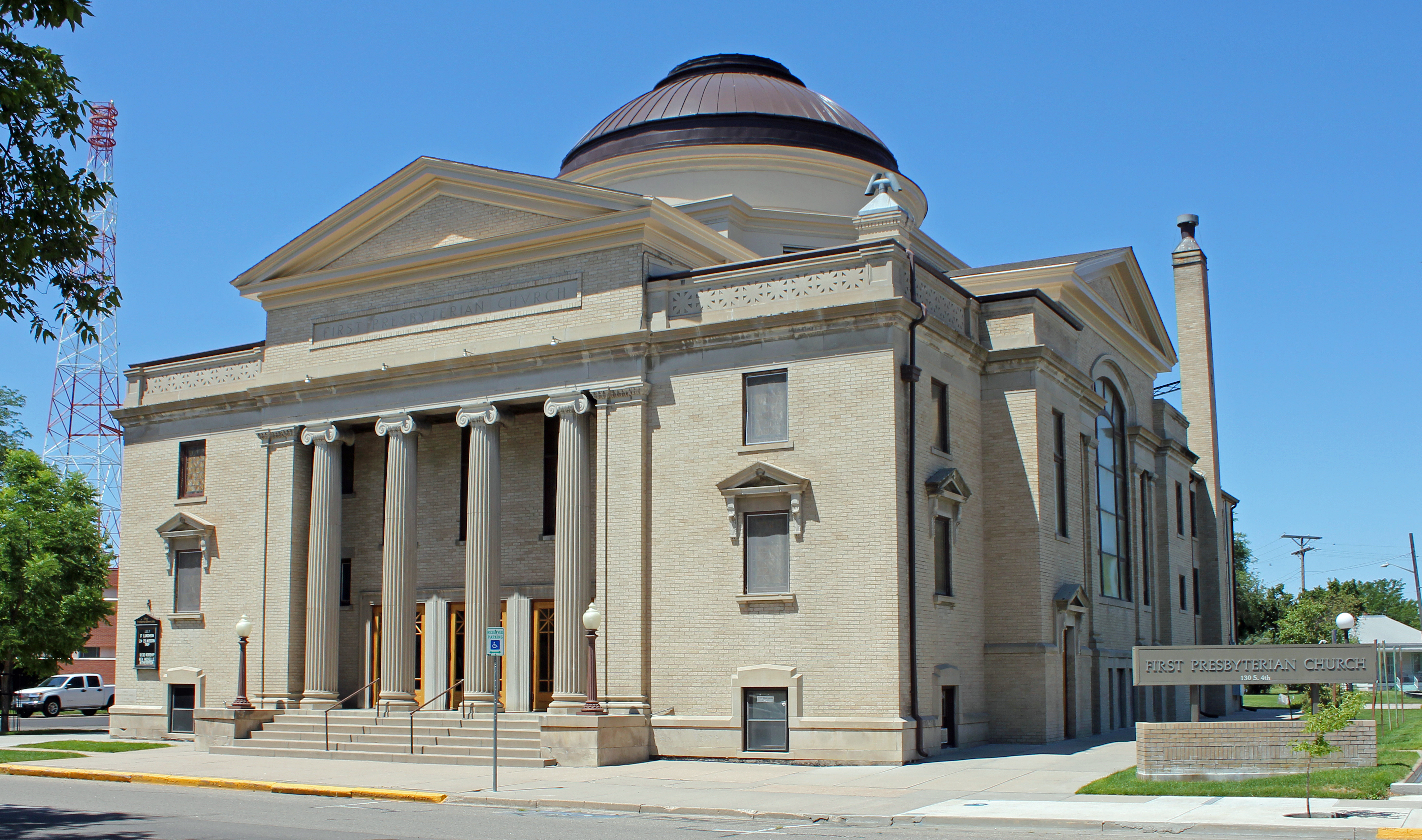
First United Presbyterian Church (2011). Diese 1919 errichtete Kirche wurde im Juni 1982 als zweites Objekt des County im NRHP eingetragen.

Zwölf Bauwerke, Stätten und historische Bezirke (Historic District) im Logan County sind im National Register of Historic Places („Nationales Verzeichnis historischer Orte“; NRHP) eingetragen (Stand 12. September 2022), darunter das Gerichts- und Verwaltungsgebäude des County, zwei Kirchen und ein Bahnhof.

## Orte im Logan County
- Atwood
- Beta
- Buchanan
- Crook
- Dailey
- Fleming
- Galien
- Griff
- Iliff
- Jessica
- Leroy
- Logan
- Marcott
- Merino
- New Haven
- Padroni
- Peetz
- Proctor
- Red Lion
- Rockland
- Saint Petersburg
- Selma
- Sterling
- Tobin
- Twin Mills
- Westplains
- Willard